# 대불정여래밀인수증요의제보살만행수능엄경 (보물 제1939호)
대불정여래밀인수증요의제보살만행수능엄경(大佛頂如來密因脩證了義諸菩薩萬行首楞嚴經)은 대한민국 경상북도 경산시 대동, 영남대학교에 있는 조선시대의 책이다. 2017년 5월 8일 대한민국의 보물 제1939호로 지정되었다.

## 개요
이 책은 원나라의 유칙(惟則)이 회해(會解)한 『능엄경』 주석서이다. 세조 1년(1455)에 주조한 을해자로 찍은 점과 「校正」 인이 찍혀 있는 것으로 보아 간경도감(1461～1471)에서 간행한 것으로 보인다. 우리나라에서 간행한 『능엄경』 주석본은 대개 송나라의 계환(戒環)의 주석본이다. 이에 비해 을해자로 찍은 『회해본』 전본은 아주 희귀한데, 이 책은 보존 상태까지 좋은 10권 3책의 완질본이다. 아울러 조선초기의 불교문헌 연구와 출판인쇄사의 소중한 자료이므로 국가문화재(보물)로 지정하여 보존하는 것이 좋다고 판단된다.

## 참고 자료
- 대불정여래밀인수증요의제보살만행수능엄경 - 국가유산청 국가유산포털